# إيالة قارص
 إيالة قارص وهي إحدى إيالات الدولة العثمانية والتي تغطي اليوم أجزاء من أراضي شرقي تركيا وكانت إيالة قارص تشغل مساحة (16,090 كم مربع).